# Oxycopis barberi
Oxycopis barberi es una especie de coleóptero de la familia Oedemeridae.

## Distribución geográfica
Habita en Jamaica.